# Deuxième pandémie de choléra
La deuxième pandémie de choléra asiatique naît en Inde vers 1826 et affecte le reste du monde, en plusieurs vagues, jusqu'au milieu du XIXe siècle.

## Propagation
Vers 1826, le choléra fait son apparition en Inde, gagne Moscou et la Russie en 1830, y provoquant des émeutes, et de là la Pologne et la Finlande. Il atteint Berlin en 1831, les îles Britanniques en février 1832 (provoquant également des émeutes) et la France en mars de la même année. Des immigrants irlandais l'apportent au Québec, toujours en 1832, tuant 1 200 personnes à Montréal et 1 000 dans le reste de la province ; la maladie s'étend en Ontario et en Nouvelle-Écosse. Des passagers la font entrer aux États-Unis par Détroit et New York. La pandémie atteint l'Amérique du Sud en 1833 et perdure jusqu'en 1848, faisant 52 000 victimes en deux ans (la bactérie de cette éclosion semble avoir produit davantage de toxines).

## Par zone géographique

### En France

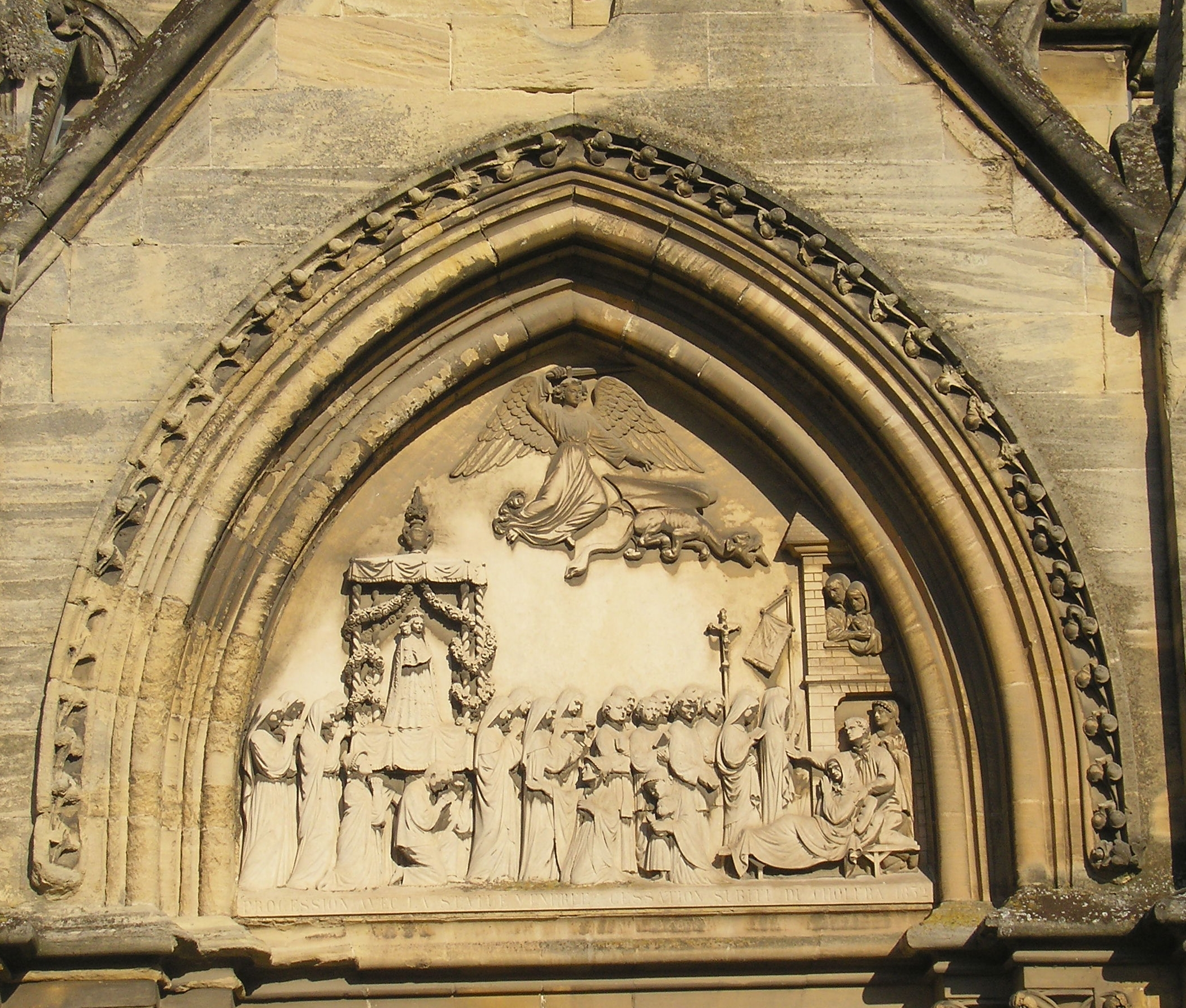
« Cessation subite du choléra 1832 », à Douvres-la-Délivrande.

À Paris, le premier cas de choléra est attesté le 26 mars 1832. Le 7 avril, 1 853 cholériques sont recensés.
Le quartier Saint-Merri, autour de l'hôtel de ville de Paris, fut un des plus durement touchés. Sur 12 740 habitants, 671 moururent, soit 5,3 %. La rue de la Mortellerie à elle seule perdit 304 habitants sur 4 688, soit 6,4 %.
Parmi les personnalités touchées par la pandémie, Casimir Perier mourut le 16 mai et fut inhumé au cimetière du Père-Lachaise. Le général Lamarque, personnalité de l'opposition, mourut le 5 juin et ses funérailles, suivies par un cortège d'environ 100 000 personnes, sont l'occasion d'une insurrection violemment réprimée. Le baron Pierre Daumesnil meurt à Vincennes le 17 août 1832. Jean-François Champollion est vraisemblablement mort du choléra.
Le grenier de réserve de Paris est temporairement transformé en hôpital pour faire face à l'afflux de malades.
Au total, du mois de mars au mois de septembre, soit durant 189 jours, le choléra-morbus tua près de 18 500 habitants de la capitale.
Le département de Seine-et-Marne, par exemple, perdit 2,5 % de sa population entre avril et septembre 1832.

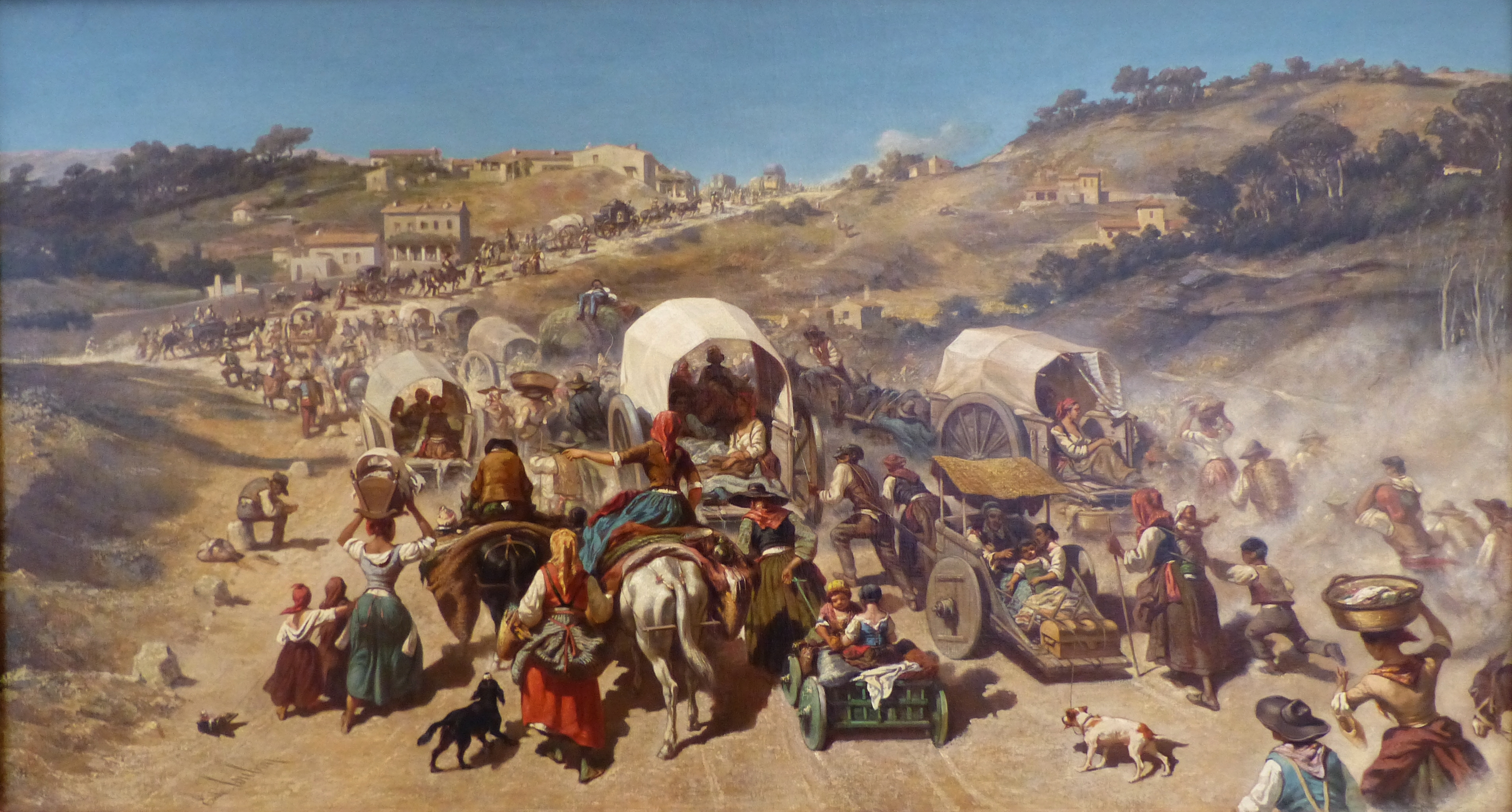
L'Émigration pendant le choléra à Marseille, par Émile Loubon (1850). Huile sur toile, musée Fabre, Montpellier.

L'épidémie qui s'acheva en septembre-octobre fit environ 100 000 victimes en France, dont 19 000 à Marseille.
Dans les années qui suivirent l'épidémie, le préfet de police Gabriel Delessert prit, entre autres, des mesures draconiennes d'assainissement des quartiers insalubres de Paris, développa et améliora le réseau d'égouts.
En 1832, à Paris eut lieu une exposition à but caritatif. Le titre du catalogue édité à cette occasion est : Explication des ouvrages de peinture, sculpture, architecture et gravure exposés à la galerie du musée Colbert le 6 mai 1832, par MM. les Artistes, au profit des indigens des douze arrondissements de la ville de Paris, atteints de la maladie épidémique.
Le médecin Jacques-Martin Berthelot livre une analyse fouillée des observations sur le choléra dont il a été témoin entre 1832 et 1833 et publie en 1835 un ouvrage qui fera date.

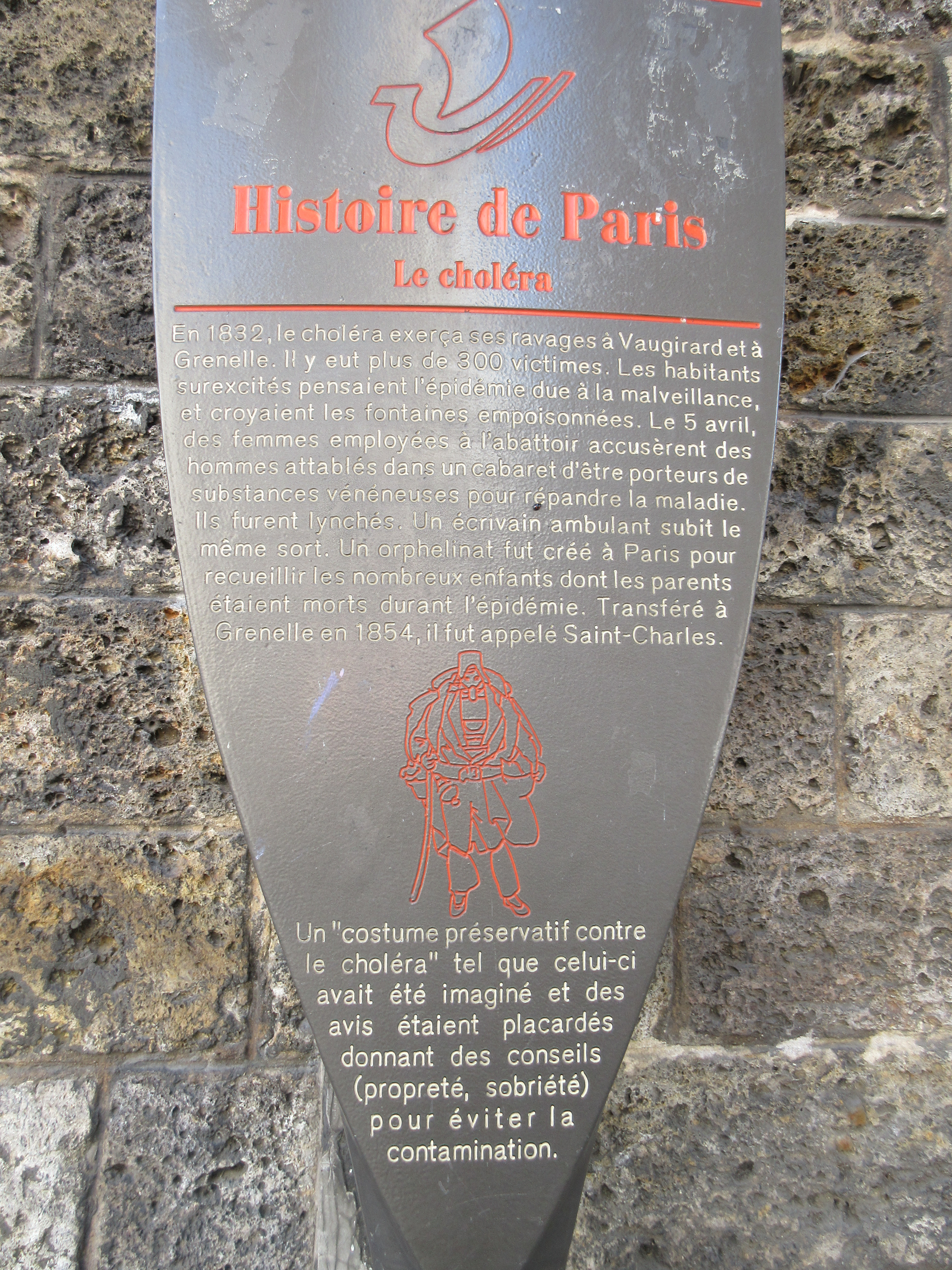
Panneau Histoire de Paris « Le Choléra ».
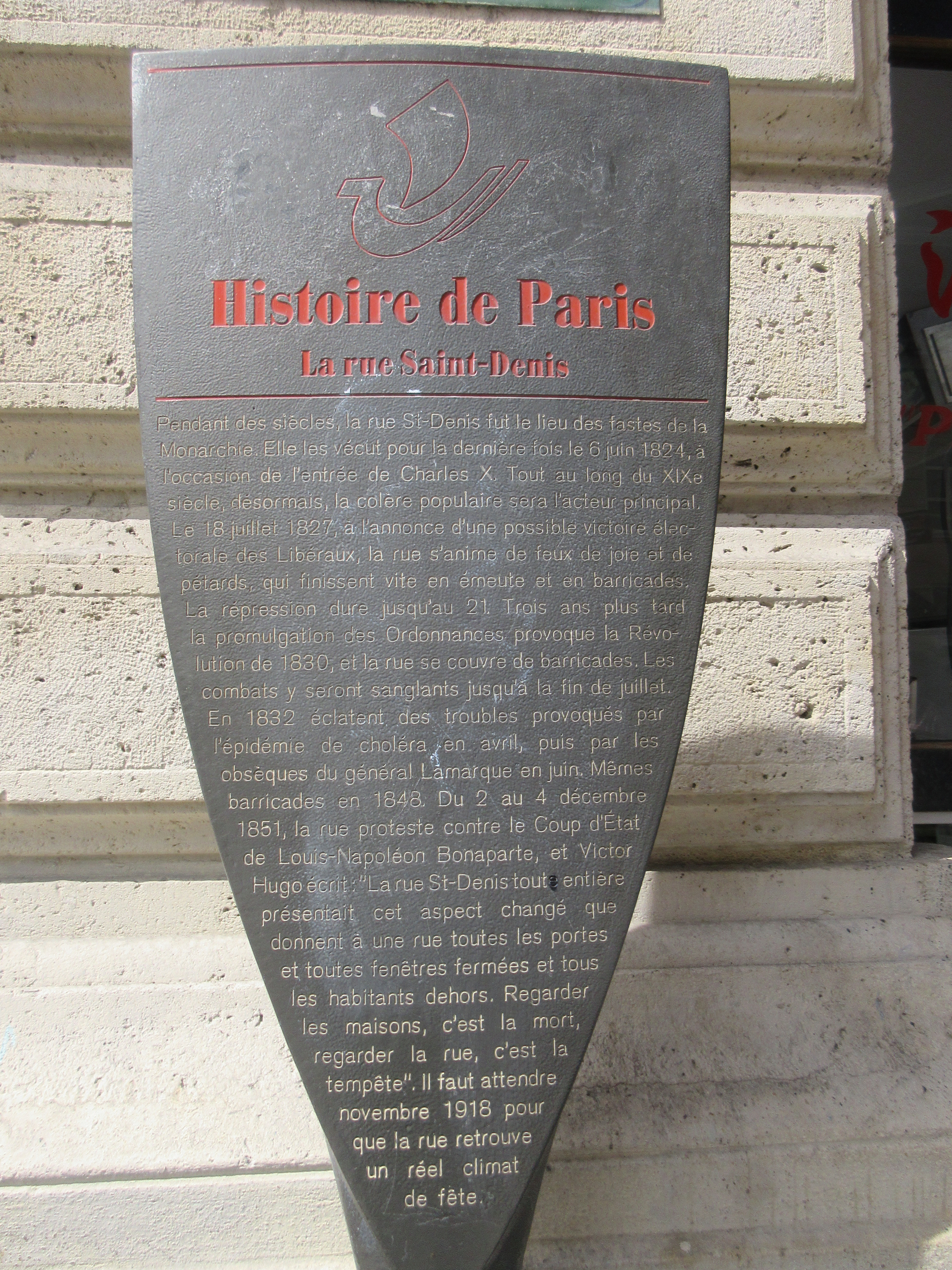
Panneau Histoire de Paris « Rue Saint-Denis ».

### Un exemple belge: le choléra à Élouges
Cette épidémie se déroula durant l'année 1832 à Élouges (en Belgique), 2 273 habitants.
L'épidémie par le choléra morbus débute le 18 août 1832 et se termine le 2 octobre de la même année. 96 malades ont été diagnostiqués, 44 décès ont été enregistrés comme étant dus au choléra, sept autres décès ont été enregistrés dans l'année, sans lien avec le choléra, contre deux en 1830, quatre en 1831.
Le choléra s’est déclaré parmi les ouvriers houilleurs où, dans un premier temps, il a sévi avec la plus grande intensité ; sa marche était rapide, les malades étaient comme foudroyés et exigeaient les soins les plus prompts. On n'a pas remarqué d'influence sur les animaux domestiques, de basse-cour ou autres. Aucun malade n'a été isolé, ni hospitalisé.

### Au Canada

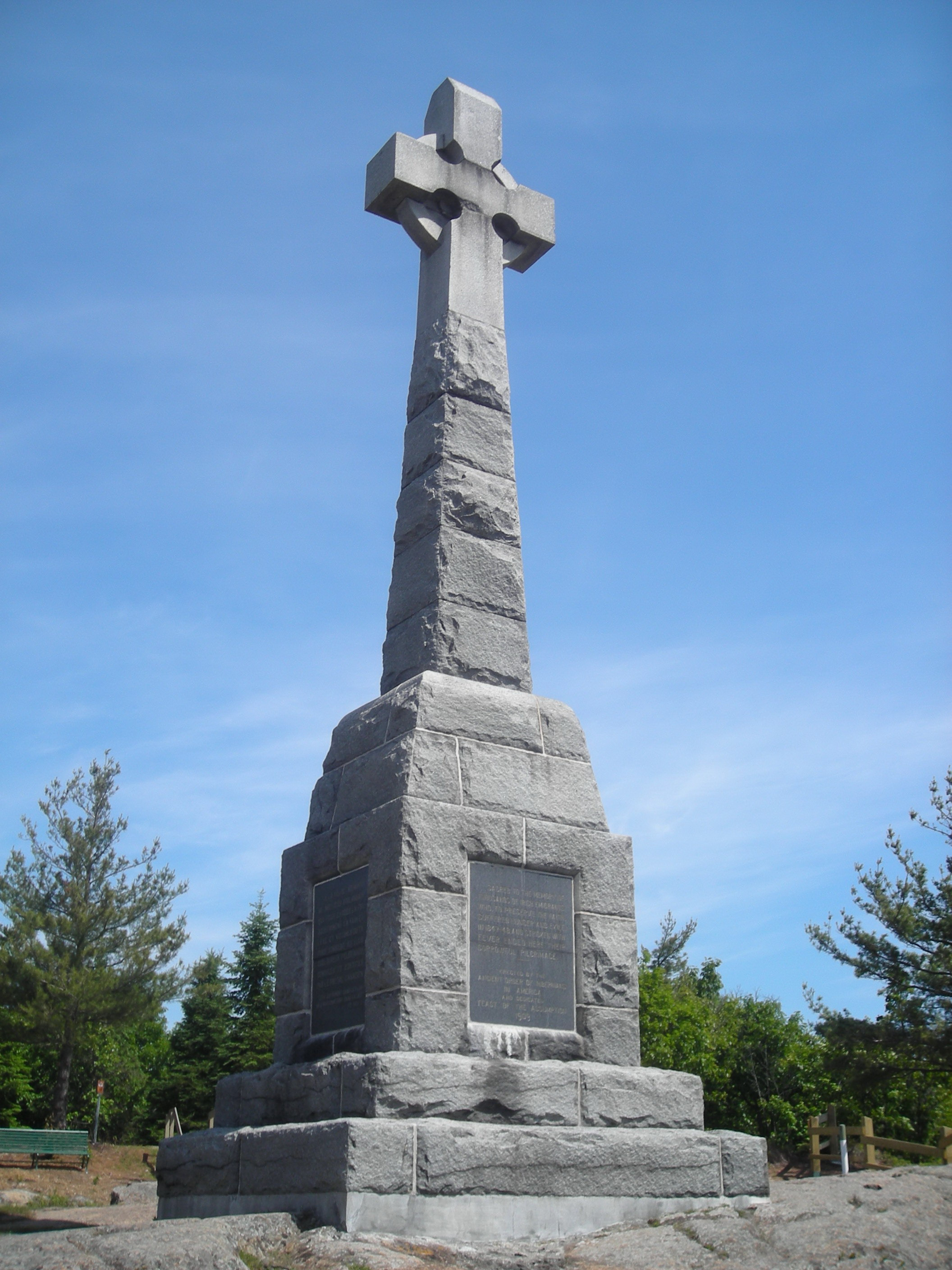
Mémorial aux victimes irlandaises du typhus à Grosse Île, dans le fleuve Saint-Laurent.

En 1832, devant le danger, le gouvernement du Bas-Canada adopte la loi créant la station de quarantaine, et met sur pied une station à Grosse-Île, dans le fleuve Saint-Laurent, en aval de Québec. Avec la reprise de la saison de navigation et un taux d'immigration élevé au Bas-Canada, on redoute l'apparition de la maladie. Le 9 juin, les premiers cas de choléra sont rapportés dans la ville de Québec. En 1834 l'Hôpital de la Marine fut ouvert pour servir de lieu de quarantaine.

### Au Royaume-Uni
L'épidémie atteint le Royaume-Uni en décembre 1831, précisément à Sunderland, amenée par des passagers de la mer Baltique. Elle apparaît aussi à Gateshead et Newcastle. À Londres, la maladie fait 6 536 victimes.
La seconde vague fait 14 137 victimes à Londres. Elle tue en Irlande autant de gens que la Grande Famine.

## Morts célèbres attribuées à cette deuxième pandémie
- Jean-Pierre Abel-Rémusat
- Alphonse de Beauchamp
- Jean Dominique Blanqui
- Sadi Carnot
- Jean-François Champollion[9]
- Charles X
- François Bernard Chauvelin
- Pierre Daumesnil
- Jacques-Antoine Delpon
- Jean Pierre Fabre de l'Aude
- August Neidhardt von Gneisenau
- Georg Wilhelm Friedrich Hegel
- Pierre-Joseph de Maleville
- Jean-Baptiste Jourdan
- Jean-Maximilien Lamarque
- Guillaume Lethière
- Casimir Perier
- Antoine-Jean Saint-Martin

## La pandémie en littérature

### En français
Des romans francophones se situent dans le contexte de la deuxième pandémie de choléra :
- Les Misérables de Victor Hugo (funérailles du Général Lamarque et insurrection de juin 1832).
- Le Hussard sur le toit de Jean Giono a pour cadre l'épidémie de choléra de 1832 dans le sud-est de la France, principalement en Provence.
- La Caverne des pestiférés de Jean Carrière décrit l'épidémie de choléra de 1835 en Languedoc.
- Le Juif errant d'Eugène Sue
- Famille Boussardel de Philippe Hériat. Boussardel éloigne en urgence sa famille de Paris en mars 1832, acquérant à cet effet un domaine en Berry.
- Les nuits de la peur bleue série "Le Bureau des Affaires Occultes" de Éric Fouassier

Enquête policière dans le contexte de l'épidémie de choléra de 1832, sous le mandat de Casimir Perier.

### En d'autres langues
- En 1835, le poète norvégien Henrik Wergeland écrit Den indiske Cholera (Le Choléra indien)[10], dans lequel il rend responsable le colonialisme britannique de la propagation de la pandémie[11],[12],[13].

## Aujourd'hui
En 2014, le génome de la bactérie responsable de cette pandémie est connu et documenté.